# Презель, Марко
Марко Презель (словен. Marko Prezelj, 13 октября 1965, Камник, Словения, СФРЮ) — альпинист, горный гид, инструктор, фотограф. Первый обладатель и четырёхкратный кавалер высшей награды в альпинизме «Золотой ледоруб» (1992, 2007, 2015, 2016) и ряда других спортивных наград. Почётный член Альпийского клуба.
За свою спортивную карьеру совершил более 2000 восхождений в различных горных системах мира. К числу его наиболее выдающихся спортивных достижений относят первое восхождение на Канченджангу по юго-западному гребню, восхождения на Джомолхари, Хагшу и Серро-Киштвар.
Сотрудник горно-спасательной службы Камника (GRS Kamnik). Член технической комиссии Словенской ассоциации горных проводников (SMGA). Женат. Имеет двоих сыновей.

## Биография
Родился 13 октября 1965 года в Камнике, Словения, в сравнительно обеспеченной семье. С детства обладал сильным и прагматичным характером. В школе учился исключительно, особенно интересовался биологией, физикой и математикой. С его слов: «Меня интересовали только реальные вещи». Уже в возрасте 13 лет организовал свой собственный маленький бизнес — пчеловодство, начинание поддержал отец.
Впервые побывал в горах в возрасте шести лет вместе с родителями и братом в походе «выходного дня». Первые шаги в альпинизме сделал с «восхождения» в 1972 году на Камнишки (словен. Kamniski, 1 260 м) — небольшую вершину в окрестностях Камника. «Любопытство стало тем импульсом, который привёл меня в альпинизм, и движет мною до сих пор». В 1982 году начал заниматься альпинизмом вплотную, в том же году вступил в местный (Камникский) альпклуб, в котором занимался под началом Бояна Поллака. В 1985 году успешно сдал квалификационные экзамены и получил свидетельство альпиниста. До 1987 года лазал преимущественно в родных Альпах. Параллельно увлекался велопутешествиями: вместе с братом Марко катался по Словении, Хорватии, побывал в Риме.
Отслужил срочную службу, которую называет «самым худшим временем» в жизни. После трёх месяцев «учебки» Марко попал в офицерский клуб, где занимался кино-фото съёмкой и музыкальным обеспечением. В 1994 году закончил Люблянский университет по специальности инженер-химик. С 2000 года лицензиат IFMGA, в 2005—2008 годах возглавлял Словенскую ассоциацию горных проводников.

### Спортивная карьера
В 1987 году состоялось первое знакомство Марко с Большими горами — он принял участие в югославской экспедиции на Лхоцзе-Шар, которая безуспешно пыталась пройти новый маршрут по юго-западному отрогу (удалось подняться лишь до высоты 7450, Марко достиг 7300). На следующий год Презеля пригласили в экспедицию на Чо-Ойю, которая стала первой успешной в карьере начинающего гималайца — 2 ноября 1988 года словенской команде первой удалось пройти двухкилометровую северную стену шестого по высоте восьмитысячника (Марко поднялся на вершину 8 ноября с Радо Надвешником). Ещё годом позже Презель участвовал в словенской экспедиции на Шишапангму, которая, несмотря на то, что в целом оказалась успешной, для него, в силу обстоятельств, не сложилась. Более того, после этого мероприятия Марко зарёкся больше не участвовать в экспедициях с большим числом участников, и не ходить туда, «где я не могу повлиять на принятие решений».

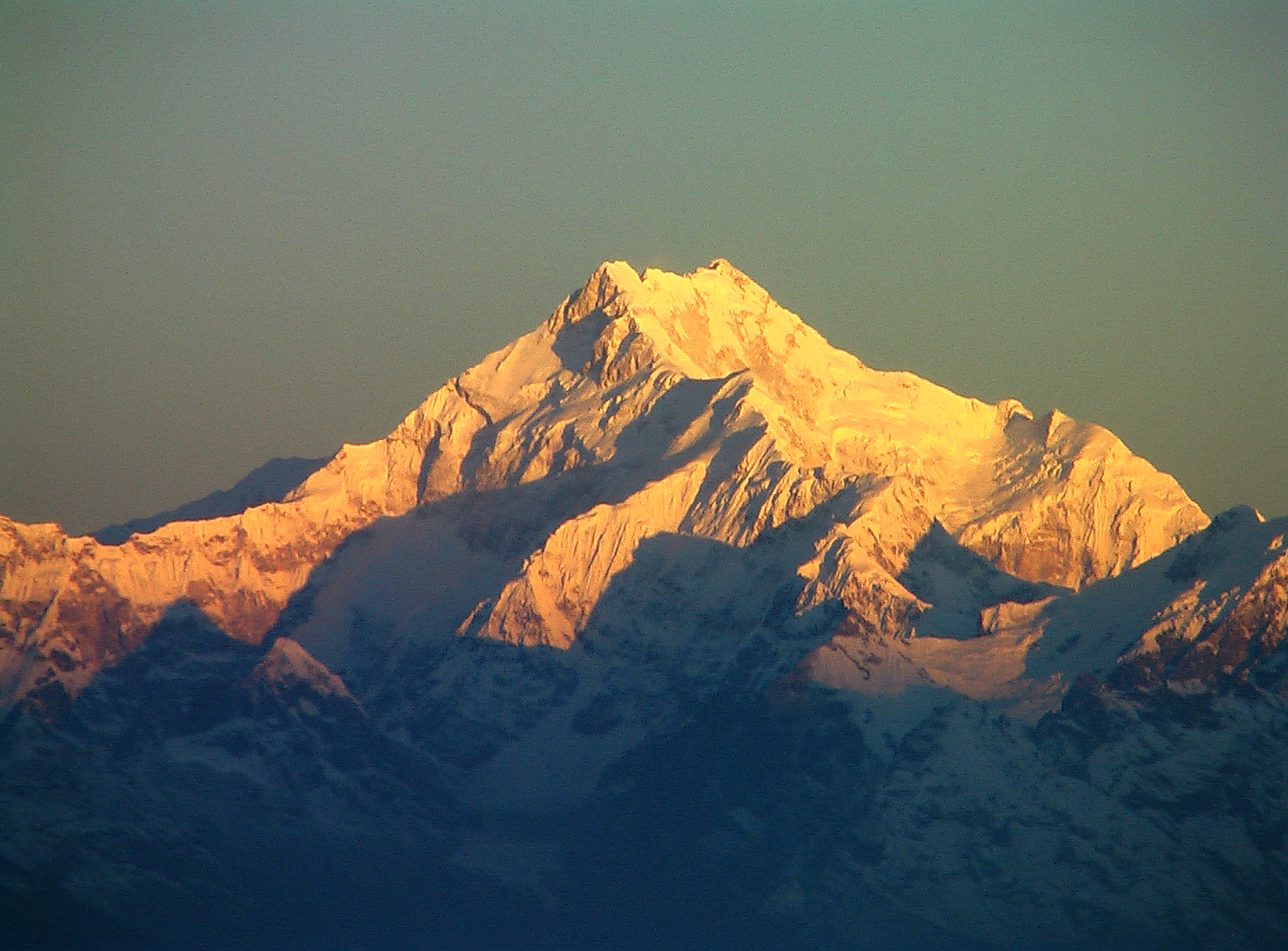
Канченджанга. Юго-западный гребень слева на фото, ближайшая видимая вершина — Южная.

Известность пришла к Марко в 1991 году. Словенцы организовали большую экспедицию на Канченджангу (рук. Тоне Шкарья), в ходе которой планировали решить целый ряд альпинистских задач — подняться на несколько вершин массива по уже пройденным маршрутам, а также сделать ряд первопроходов — пройти в альпийском стиле очень сложный юго-западный гребень Канченджанги (Презель и Андрей Штремфель) и восточную стену «соседней» Жанну. В экспедиции принимали участие 15 спортсменов (в их числе один из Хорватии и двое из Польши — Ванда Руткевич и Эва Панейко-Панкевич). Несмотря на многочисленность состава, все альпинисты работали как независимые команды.
В рамках акклиматизации перед основным восхождением Презель и Штремфель 10 апреля поднялись на Boktoh Peak (6114 м, первовосхождение) и на пик Талунг (7349 м, 20 апреля, второе восхождение, новый маршрут), с которого отлично просматривался путь будущего подъёма. 26 апреля они начали подъём к своей главной цели. В начале маршрута (первые 650 м) им пришлось столкнуться с лазанием VI категории сложности при крутизне подъёма от 60° до 90°. После ночёвки на 6200 м, на следующий день они набрали ещё 1000 метров высоты, а днём позже прошли всего 400 метров при ветре ураганной силы. 29 апреля альпинисты достигли отметки 7900 м, а на следующий день вышли на гребень, и, используя перила, оставленные Второй Советской гималайской экспедицией, в 16:45 достигли Южной вершины (8491 м). Их достижение было отмечено первой в истории вручения премией «Золотой ледоруб» за лучшее восхождение года. Презель и Штремфель были также награждены высшей наградой Словении за спортивные достижения премией Блоудека. К сожалению, в ходе экспедиции погибли два её участника — Мария Франтар и Йоже Розман.

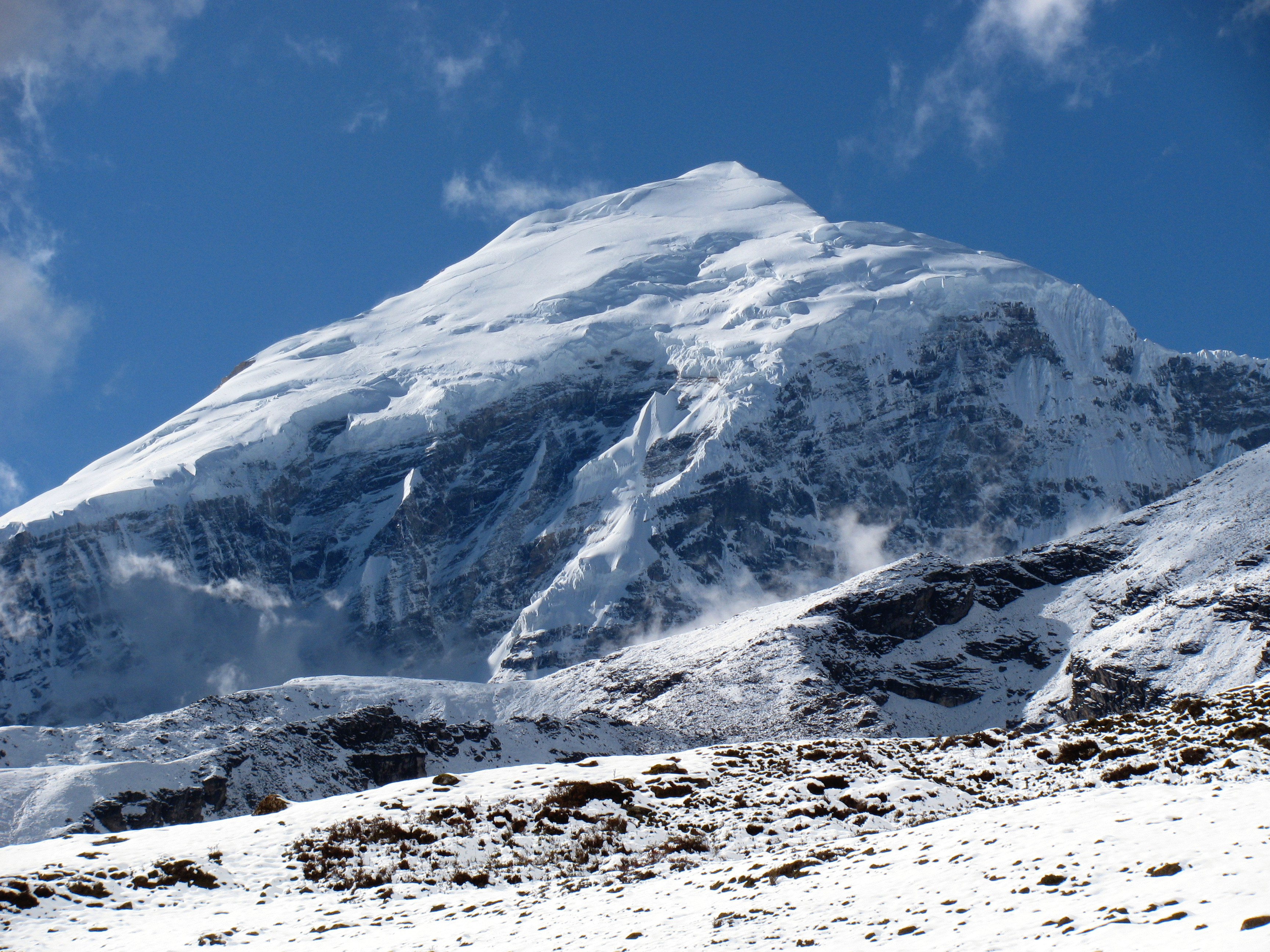
Джомолхари

Начиная с 1992 года география восхождений Марко Презеля значительно расширилась, хотя он по-прежнему отдавал предпочтение Альпам и Гималаям. В 1992 году Презель вместе со Штремфелем совершил первовосхождение на Мелунгцзе Главную, которую в течение предыдущего десятилетия трижды безуспешно штурмовали британские альпинисты. В 1993-м прошёл Эль-Капитан по маршруту «Wyoming Sheep Ranch» (2200 м, A4, 5,8) (5-е прохождение), а в 1995 году снова со Штремфелем новый маршрут на Северную башню в массиве Кордильера-Пайне. В 2000 году (12—15 июня) в составе международной экспедиции «International Golden Peak Expedition 2000» Марко повторил сложнейший английский маршрут 1987 года по «Золотому ребру» на Спантик в пакистанском Каракоруме, а 2001 году со Стивеном Кохом совершил целый ряд восхождений в Аляскинском хребте, в том числе на Хантер (маршрут «Moonflower Buttress») и на Денали — новый маршрут «Light Traveler» (VI, M7+, WI6, 2590 м).
Наиболее заметными его восхождениями 2004 года стали подъём на Норт-Твин-Пик (Скалистые горы) по северной стене (в апреле, со Стивом Хаусом, третье прохождение, новый маршрут) и первое восхождение на Капура-Пик (6 544 м, Пакистан).
В январе 2006 года Марко Презель вместе с американцами Стивеном Кохом и Дином Поттером в ходе пятинедельной экспедиции в Патагонию совершил восхождения на Серро-Торре (новый маршрут по юго-восточному ребру «The long run») и Серро-Штандарт (новый маршрут «Extreme Emotions» [6c, A1, M6+]). Главным же восхождением этого года, по мнению жюри 16-й церемонии награждения премией «Золотой ледоруб», стало его прохождение вместе с Борисом Лоренчичом (словен. Boris Lorenčič) нового маршрута на Джомолхари — по северо-западному гребню (с 13 по 18 октября, 1950 м, VI, mixed M6). На церемонии вручения высшей награды в альпинизме, состоявшейся 26 января 2007 года в Гренобле, Презель выступил с резкой критикой в адрес организаторов по поводу и самой награды, и критериев её присвоения, после чего в 2008 году она не вручалась, а принципы награждения были пересмотрены — начиная с 2009 года «Золотой ледоруб» вручается в целом ряде номинаций, учитывающих многие факторы и нюансы этого вида спорта.
В последующие годы Марко продолжил восхождения в малоизвестных уголках планеты. В 2007 году вместе с американцами Винсентом Андерсоном (англ. Vincent Anderson) и Стивом Хаусом он первым поднялся на K7-Западную (K7 West, 6858 м, Пакистан) — их восхождение стало заметным достижением года. В 2008 году вместе с Андерсеном он первым прошёл западную стену Кангджуцзе (она же Макалу II, 7678 м), а в 2009 году (с Роком Благусом и Лукой Линдичем) совершил целый ряд новых восхождений в Индии в массиве Бхагиратхи (на Бхагиратхи IV (6200 м), Бхагиратхи III (6454 м) и Бхагиратхи II (6512 м). В 2010 году по совокупности спортивных достижений Марко Презель 19 июня в Гриндельвальде был удостоен премии «Eiger Award» — ещё одной престижнейшей наградой в мире альпинизма.
В 2011 году Марко возглавил Словенско-американскую экспедицию на Макалу (участники Рок Благус, Лука Линдич, Борис Лоренчич, Стив Хаус и Скотт Боутон) задачей которой было пройти трёхкилометровую западную стену вершины в альпийском стиле. Альпинистам удалось достичь отметки 7000 м. В ходе акклиматизации перед восхождением вместе с Хаусом Презель прошёл траверс гребня Чаго (англ. Chago Ridge).
Летом 2012 года в тройке с Лукой Линдичем и Андреем Грмовшеком (Andrej Grmovšek) он пролез новый маршрут на Крижевник (Križevnik, 8a, 250 м) (Словения), а зимой совершил несколько техничных восхождений в Иране, из которых выделяют новый маршрут на Bisotoon (Золотой шпатель, 1000 м, 6b). 29-30 сентября 2014 года вместе с Алешем Чесеном (словен. Aleš Česen) и Лукой Линдичем Марко первым поднялся по северной стене на Хагшу(1350 м, ED, 90°) — вершину в Индийских Гималаях. Это восхождение было отмечено специалистами как одно из лучших 2014 года, а его участники удостоены премии «Золотой ледоруб» (2015), который стал третьим в карьере словенца. Ещё год спустя Марко Презель стал четырёхкратным обладателем высшей награды в альпинизме — на этот раз за первое восхождение по восточной стене на Серро-Киштвар (5—8 октября 2015 г., 1200 м, 5.11, WI6, M6, A2).
В 2017 году Марко Презель вновь отметился рядом новых восхождений: вместе с Чесеном и Урбаном Новаком он в альпийском стиле прошёл маршрут «Всё или ничего» по западной стене Арджуны (6250 м) и северный гребень на P6013 (6038 м). Завершать свою спортивную карьеру пока не планирует.

## Стиль восхождений
Марко Презель сторонник чистого альпийского стиля: «для меня не самое важное взойти первым на девственную вершину. Мне важно, что бы там, где я лезу не было следов человеческой деятельности. Мне нравится приходить на „чистый лист“ и оставлять его после себя „не испачканным“». Восхождения, даже самые невероятно технически сложные, такие как российское по западной стене на К2 2007 года, предполагающие использование перильной страховки, он считает уничтожением «духа альпинизма», «не дав ему возможности даже родиться».

## Критика «Золотого ледоруба»
В спортивных масс-медиа по горной тематике Марко Презель получил репутацию не только как блестящий альпинист, но и как человек, отличающийся «бескомпромиссностью суждений». По его собственным словам, «я не люблю полутонов. Если и говорю, то я честен и открыт, а вообще предпочитаю молчать.».

Золотой ледоруб

Так, одной из наиболее обсуждаемых тем в медиа-пространстве 2007 года стала его резкая критика организаторов премии «Золотой ледоруб» как о самой сущности награды: по его мнению, соревновательный аспект в альпинизме и его поощрение извне подрывают «дух альпинизма» — «только кинь клич — и набьётся полная горница пылких гладиаторов и клоунов, желающих погреться в лучах славы. <> что это — реалити шоу или мыльная опера?»; так и в отношении критериев награждения ей: «невозможно дать объективную оценку какому бы ни было восхождению…», «…невозможно сравнивать разные восхождения, исключив фактор личной вовлечённости в процесс», «невозможно привести к общему знаменателю концепции разных восхождений, тем более совершённых в рамках одного календарного года» и пр. В своём открытом письме, опубликованном после официальной церемонии награждения премией 2007 года практически всеми профильными спортивным СМИ, он также сравнил альпинистов в этом ключе с «пулями, вылетевшими из-под журналистского ружья». В качестве альтернативы премии он предложил формат фестиваля, «где <альпинистам> можно обмениваться идеями, планами, мечтами, иллюзиями и реальностью, возможно, даже вместе ходить в горы, без выяснений: кто лучший, а кто — проигравший». На вполне закономерный вопрос, а зачем ему стоило принимать награду, а не просто отказаться от неё и не участвовать в церемонии и т. д. он заявил: «Я использовал повод „Золотого ледоруба“, чтобы открыть дискуссию. Если бы я не приехал, люди восприняли бы мои <слова> совсем иначе. Жестоко, но факт».
В 2008 году концепция премии «Золотой Ледоруб» была изменена, в связи с чем в том году она не вручалась. По результатам почти двухлетнего обсуждения, начиная с 2009 года основным критерием вручения награды стало «воспеть зуд приключений и открытий, искусство совершать восхождения… В современном альпинизме нет места дорогостоящим проектам под лозунгом: „Цель оправдывает средства“…». Частными критериями оценки альпинистских достижений стали «элегантность стиля, исследовательский дух, удалённость и автономия, технический уровень, уважение к будущим поколениям альпинистов, оставляющее им возможность пережить те же приключения…» и многие другие. В том же 2009 году появилась ещё одна номинация: «За достижения в течение жизни» (Lifetime Achievement Award).

## Комментарии
1. ↑  Из интервью Марко Презеля: "У меня не было тренера. Множество людей повлияло на мой образ мышления, многие из них не альпинисты... "
2. ↑  Международной ассоциации горных гидов
3. ↑  Словенцы прошли новый маршрут на вершину - в альпийском стиле, по юго-западному контрфорсу (SW Pillar, 2150 м, IV-V, 55—65°). Помимо этого, были осуществлены первые восхождения на Ньянанг-Ри (Nyanang Ri, 7071 м) и Канг-Ри (Kang Ri, 6200 м), Тоне Шкарья[словен.] и Андрей Штремфель)
4. ↑  1 мая на Канченджангу Центральную (8482 м) по польскому маршруту поднялся Урош Рупар (Uroš Rupar), а на Главную вершину по классическому маршруту Стипе Божиц (Stipe Božic) и Виктор Грошель (Viktor Grošelj).
5. ↑  Бояну Поцкару и Ванье Фурлану (Bojan Pockar, Vanja Furlan) удалось пройти стену до отметки 7050 м
6. ↑  Вместе с французами Manu Guy и Manu Pellissier, и венгром Attila Ozsvath
7. ↑  «Изюминку» в восхождение внесла потеря Хаусом на третьем бивуаке на стене правого пластикового ботинка, однако он сумел приладить кошку на вкладыш и пролезть последние 10 питчей до вершины.
8. ↑  В экспедиции в Бутан также принимали участие Рок Благус, Тине Цудер, Матей Кладник, Само Крмель и Дамиян Меско
9. ↑  вместе с участниками восхождения Хейденом Кеннеди (англ. Hayden Kennedy, США), Урбаном Новаком (словен. Urban Novak, Словения) и Ману Пеллиссье (фр. Manu Pellissier, Франция)